# Blue Panorama Airlines
Blue Panorama Airlines S.p.A. (mã IATA = BV, mã ICAO = BPA) là hãng hàng không của Ý, trụ sở ở Roma. Hãng có các tuyến đường thường xuyên và các chuyến bay thuê bao, chở khách tới các điểm đến quốc tế. Căn cứ chính của hãng ở Sân bay quốc tế Malpensa, (Milano) và căn cứ khác ở Sân bay quốc tế Leonardo da Vinci, Roma.

## Lịch sử
Blue Panorama Airlines được Franco Pecci thành lập năm 1998 và bắt đầu hoạt động từ tháng 12/1998. Ban đầu, hãng do Distal & Itr Group sở hữu 66.6% và Franco Pecci 33.4%, nhưng nay hoàn toàn thuộc quyền sở hữu của Franco Pecci. Hãng cũng đã lập ra hãng hàng không giá rẻ mang tên Blu-express

## Các nơi đến

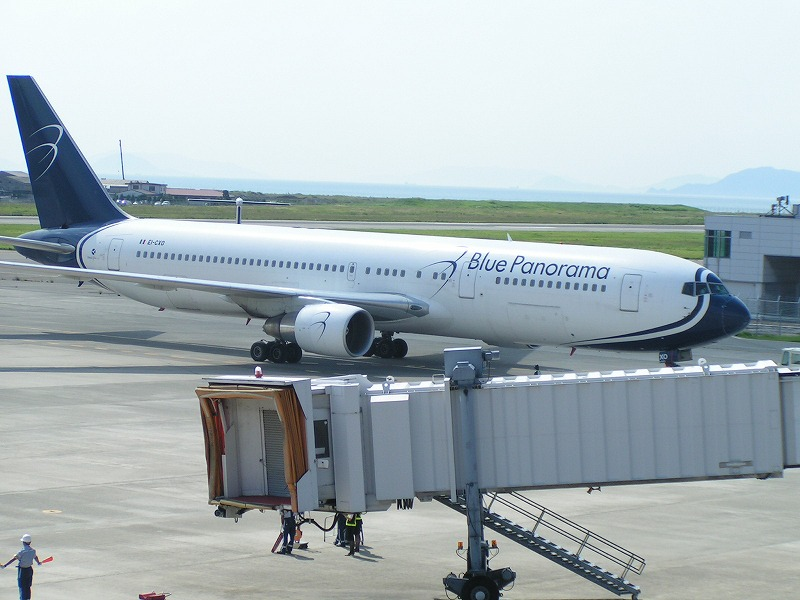
Máy bay Boeing 767-300 của Blue Panorama Airlines

Blue Panorama Airlines có 10 nơi đến thường xuyên ở:
- Brasil
- Cuba
- México
- Madagascar
- Maldives

và các điểm đến không thường xuyên ở:
- Ai Cập
- Hy Lạp
- Honduras
- Kenya
- Santo Domingo
- Tây Ban Nha
- Thổ Nhĩ Kỳ
- Zanzibar

## Đội máy bay
(Tháng 3/2008) :

Tới tháng 1/2007, tuổi trung bình các máy bay của Blue Panorama Airlines là 12.2 năm.